# Castillo de Adelon
Adelon (en árabe: Aadloun o Ad′loun, latín: Ad Nonum) fue un castillo cruzado en el actual Líbano.

## Ubicación
El castillo estaba situado en la costa del Mediterráneo, entre Sidón y Tiro. En la antigüedad, este lugar fue probablemente llamado Ornithonpolis.

## Historia
El Señorío de Adelon existió aparentemente únicamente después de la tercera cruzada o en la cruzada de Enrique VI del Sacro Imperio Romano Germánico erigido después que el gobierno del Reino de Jerusalén se trasladara a Acre. En el momento de la cruzada de Federico II Hohenstaufen Adelon fue de alguna influencia. No está claro si el señorío era un vasallo directo del rey de Jerusalén o del conde de Sidón.
Los señores de Adelon fueron:
- Adán de Gibelet-Besmedin
- Inés de Gibelet-Besmedin (alrededor de 1198), se casó con Teodorico de Termonde (fallecido en 1206)
- Daniel de Termonde (alrededor de 1225)
- Daniel II de Termonde
- Pedro de Avalon (alrededor de 1254)
- Jordán de Termonde